# Girls (Girl in Red)
Girls è un singolo della cantante norvegese Girl in Red, pubblicato l'8 giugno 2018.

## Tracce
1. Girls – 3:18